# Пшонслав-Малий
Пшонслав-Малий (пол. Prząsław Mały) — село в Польщі, у гміні Єнджеюв Єнджейовського повіту Свентокшиського воєводства.
Населення — 112 осіб (2011).
У 1975-1998 роках село належало до Келецького воєводства.

## Демографія
Демографічна структура на день 31 березня 2011 року:
|          | Загалом | Допрацездатний вік | Працездатний вік | Постпрацездатний вік |
| -------- | ------- | ------------------ | ---------------- | -------------------- |
| Чоловіки | 61      | 11                 | 48               | 2                    |
| Жінки    | 51      | 12                 | 33               | 6                    |
| Разом    | 112     | 23                 | 81               | 8                    |